# Masatoshi Shima
Masatoshi Shima (嶋 正利, Shima Masatoshi) est un ingénieur japonais né le 23 août 1943, codéveloppeur du processeur Intel 4004 avec Federico Faggin, Ted Hoff, et Stanley Mazor (en)